# Denarius Moore
(en) Statistiques sur pro-football-reference
Denarius Moore (né le 9 décembre 1988 à Tatum) est un joueur américain de football américain. Il joue actuellement avec les Raiders d'Oakland.

## Carrière

### Université
Moore étudie à l'université du Tennessee où il joue avec l'équipe de football américain de l'école.

### Professionnel
Denarius Moore est sélectionné au cinquième tour du draft de la NFL de 2011 par les Raiders d'Oakland au 148e choix. Pour sa première saison en NFL (rookie), il se démarque notamment lors de la seconde journée contre les Bills de Buffalo où il reçoit cinq passes pour 146 yards dont un touchdown de cinquante yards sur une passe de Jason Campbell, ce qui lui vaudra le titre de rookie de la semaine. Il remporte une nouvelle fois ce titre lors de la dixième journée. Il termine la saison avec trente-trois réceptions pour 618 yards et cinq touchdowns, tous sur des passes.

## Palmarès
- Rookie de la deuxième et dixième journée de la saison 2011